# Дорошенко Петро Якович
Петро́ Я́кович Дороше́нко (17 жовтня (29 жовтня) 1857, за ін. даними 10 листопада (22 листопада) 1858, х. Дорошенків (за ін. даними с. Баничі), Глухівський повіт, Чернігівська губернія, нині с. Дорошенкове Шосткинського району Сумської області — 13 липня 1919, Одеса) — лікар, краєзнавець, державний, культурно-громадський діяч. Дядько Дмитра Дорошенка, міністра закордонних справ Української Держави 1918 року.

## Біографія
П. Я. Дорошенко народився 17 жовтня (29 жовтня) 1857 року у родовому хуторі Дорошенків Глухівського повіту Чернігівської губернії (нині с. Дорошенкове Шосткинського району Сумської області) у відомій гетьмансько-козацькій родині. Походив із бокової гілки старовинного козацько-старшинського роду Дорошенків (Климченки-Дорошенки). Його дитячі роки пройшли в Глухівському повіті. Освіту здобув у Новгород-Сіверській гімназії (1875) та на медичному факультеті Київського університету св. Володимира (1881). Одночасно він також захоплювався історією, слухав лекції відомого професора В. Б. Антоновича. Інтерес і любов до української старовини, рідного слова й письменства він виніс і своєї сім'ї.
Після завершення навчання П. Дорошенка залишили ординатором в університетській клініці. Петро Якович, маючи змогу продовжити службу в Києві, у середині 1880-х років з дипломом хірурга повернувся до рідного Глухова, де обійняв посади міського лікаря та завідувача місцевої земської лікарні. Тут він одружився із дочкою глухівського повітового предводителя дворянства Марією Парменівною з відомої родини Марковичів. Одруження зблизило Петра Яковича із заможним українським панством. Цьому сприяло й отримання ним від матері з відомого роду Коропчевських маєтку у с. Баничі Глухівського повіту Чернігівської губернії та обрання його гласним глухівського повітового (з 1890), а згодом і чернігівського губернського земського зібрання. Петро Якович брав активну участь у вирішенні численних проблем рідного краю у сфері охорони здоров'я, освіти та будівництва. У 1903 році з ініціативи та завдяки організаційній роботі П. Дорошенка у Глухові з'явився краєзнавчий музей.
У 1903 році Петро Якович переїхав до Чернігова і став співробітником Чернігівської губернської вченої архівної комісії. Місцеве дворянство обрало його директором дворянського пансіону-інтернату для бідних дворянських дітей (1908). Був головою комісії по впорядкуванню музею В. Тарновського. Брав участь у справах міського самоврядування Чернігова. В період революційного піднесення 1917—1918 років П. Дорошенко займався культурно-просвітницькою роботою. П. Дорошенко став одним із засновників і директором української гімназії у Чернігові (1917) і сформованого в травні 1917 р. Комітету охорони пам'яток старовини і мистецтва на Чернігівщині (1917), мав дотичність і до створення в Чернігові народного університету — громадської установи, яка виникла з метою пропаганди наукових знань у місті та губернії.
У липні 1919 року заарештований більшовиками в Одесі. Знайомі Петра Дорошенка надіслали телеграму до голови Раднаркому Християна Раковського в Київ. Той у відповідь розпорядився нічого не робити з ув'язненим без узгодження з урядом. Проте телеграма не встигла перешкодити виконанню вироку ВУЧК – 13 липня 1919 року Петра Дорошенка розстріляно. Автор некрологу в журналі «Україна» писав, що причиною загибелі стало його «славне історичне ім’я, яке він носив». Під час тортур більшовицькі нелюди «знущались над ним як над гетьманом Дорошенком».

## Відзнаки, нагороди
- Орден Святого Станіслава III ступеня (1895);
- Орден Святої Анни III ступеня (1903).